# گروس کومرفلد
گروس کومرفلد (به آلمانی: Groß Kummerfeld) یک شهر در آلمان است که در زگه‌برگ واقع شده‌است. گروس کومرفلد ۲٬۰۰۱ نفر جمعیت دارد.